# هاینریش اشتراک
 هاینریش اشتراک (انگلیسی: Heinrich Strack؛ ۶ ژوئیهٔ ۱۸۰۵ – ۱۳ ژوئن ۱۸۸۰) معمار اهل آلمان بود.